# Itamarati de Minas
Itamarati de Minas är en kommun i Brasilien.   Den ligger i delstaten Minas Gerais, i den sydöstra delen av landet, 800 km sydost om huvudstaden Brasília. Antalet invånare är 4 079.
Omgivningarna runt Itamarati de Minas är huvudsakligen savann. Runt Itamarati de Minas är det ganska tätbefolkat, med 116 invånare per kvadratkilometer.